# Septoria caespitulosa
Septoria caespitulosa är en svampart som beskrevs av Sacc. 1879. Septoria caespitulosa ingår i släktet Septoria och familjen Mycosphaerellaceae.   Inga underarter finns listade i Catalogue of Life.